# تكامل النظم (هندسة برمجية)
تركيب النظم في هندسة تطبيقية هو جمع مكونات نظام في نظام واحد والتأكد من أن النظم الفرعية تعمل معا كنظام واحد. أما في تقنية المعلومات فإن تركيب النظم هي عملية ربط نظم الكمبيوتر المختلفة مع بعضها البعض وتطبيقات البرامج ماديا أو وظائفيا،
لتعمل معا كوحدة منسقة واحدة.
أداة تركيب النظام تجمع معا كافة النظم الغير مترابطة باستخدام مجموعة متنوعة من التقنيات مثل شبكة حاسوب، وتركيب تطبيقات الشركة وإدارة عجلة العمل أو برمجة يدوية

## نظرة عامة
هندسة أنظمة هو عبارة عن مجموعة من النظم الفرعية التي تتعاون معا بحيث يصبح النظام قادرا على تحقيق وأداء الوظيفة. ويتضمن تركيب النظام تركيب النظم الفرعية المتواجدة (المتفاوتة غالبا). وتتمتع النظم الفرعية بسطح بيني. ويتضمن التركيب ربط النظم الفرعية مع بعضها البعض عبر «لصق» الأسطح البيانية معا. إذا لم تتشابك الأسطح البينية معا بشكل مباشر، فإن «اللصق أو الرابط» بينهما يمكن أن يوفر رسم الخرائط المطلوب. يدور تركيب النظام حول تقرير «الرابط» المطلوب.
تركيب النظام يدور أيضا حول إضافة قيمة للنظام، الإمكانات الممكنة بفضل التفاعل بين النظم الفرعية.
في عالم اليوم المترابط يصبح دور مهندسي تركيب النظم أكثر وأكثر أهمية: يتم تصميم المزيد والمزيد من الأنظمة لربطها معا داخل النظام الذي لا يزال تحت الإنشاء وللنظم التي تم نشرها أيضا بالفعل.

## المهارات المطلوبة
يحتاج مهندس تركيب النظم نطاق واسع من المهارات ويمكن بصورة كبيرة تحديدها عبر مجموعة من المعارف بصورة عرضية وليس بصورة عميقة. ومع بذل الجهد لتحديد كمية المهارات المطلوبة لأداة دمج المكونات بمعايير اليوم، فقد قام إيريك ويك بتطوير نموذج مصفوفة عام 2010 لتقييم إمكانات المكملات المهتمة بمتبعة المهن في هذا المجال.
وفي الغالب تتضمن هذه المهارات هندسة البرمجيات وعتاد الحاسوب وبروتوكولات ميفاق اتصالات الأسطح البينية ومهارات حل المشكلات العامة. وفي الغالب فإن المشاكل التي تحتاج إلى حل لم يتم حلها من قبل إلا من الناحية العرضية. كما أنه من المحتمل أن تشمل مشاكل جديدة وأكثر تحديا مع مدخل من نطاق واسع من المهندسين حيث يقوم مهندس تركيب النظام ي«بجمع كافة المطلوبات معا».

## وسائل التركيب
التركيب العمودي (على عكس «الأفقي») هي عملية تركيب النظم الفرعية طبقا لوظيفيتها عبر صنع وحدات وظيفية يشار إليها أيضا باسم السلوات Silos. وتكمن فائدة هذه الوسيلة في أن التركيب يتم بسرعة ويتضمن فقط الباعة الضروريين، لذلك تعد هذه الوسيلة أرخص على المدى القصير. من الناحية الأخرى يمكن أن تكون تكلفة الملكية أعلى بدرجة واضحة مما في الوسائل الأخرى نظرا لأنه في حالة الوظيفية الجديدة أو المعززة تكون الطريقة الممكنة الوحيدة للتنفيذ (قياس النظام) هي عبر تطبيق السلوات الأخرى. إعادة استخدام النظم الفرعية لخلق وظيفية أخرى غير ممكن.
التركيب النجمي أو الذي يعرف أيضا باسم تركيب الإسباغيتي هي عملية لتركيب النظم حيث يرتبط كل نظام بالآخر بصورة متداخلة مع كل النظم الفرعية المتبقية. وحين يُلَاحَظُ ذلك من منظور النظام الفرعي الذي يتم تركيبها، فإن هذه الارتباطات تذكرنا بشكل النجمة، ولكن حين يتم تقديم الشكل الكلي للنظام تدو الارتباطات بشكل الاسباغيتي ومن هنا اقتبس اسم هذه الوسيلة. وتختلف التكلفة تبعا للأسطح البينية التي تقوم النظم الفرعية بتصديرها. وفي حالة حين تقوم النظم الفرعية تصدير أسطح بينية متغايرة الخواص أو متمالكة، فإن تكلفة التركيب يمكن أن تكون عالية بشكل كبير. تزداد التكلفة والوقت المطلوب لتركيب النظم بشكل أسي عند إضافة النظم الفرعية الإضافية. من ناحية السمات، تبدو هذه الوسيلة غالبا هي الوسيلة المفضلة نظرا للمرونة الشديدة في إعادة استخدام الوظائفية.
أما التركيب الأفقي أو حافلة خدمة المؤسسة (ESB) فهي وسيلة تركيب يتم فيها تخصيص نظام فرعي محدد للتواصل بين النظم الفرعية الأخرى بحيث يتيح ذلك قطع عدد الروابط (الأسطح البينية) وتخفيضها لتكون واحدة فقط لكل نظام ترتبط مباشرة بESB. و ES قادر على ترجمة السطح البيني إلى سطح بيني آخر بما يسمح تخفيض تكاليف التركيب وتوفير مزيد من المرونة. ومع النظم المتركيبة باستخدام هذه الطريقة يكون من الممكن استبدال نظام فرعي واحد بنظام فرعي آخر تماما بما يتيح وظائفية شبيهة ولكن تصدير أسطح بينية مختلفة، وكل هذه الأمور شفافة كثيرا لبقية النظم الفرعية الأخرى. التصرف الوحيد المطلوب هو تنفيذ السطح البيني الجديد بين ESB والنظام الفرعي الجديد.
أما المخطط الأفقي فيمكن أن يكون مضللا، إذا ما كان من المعتقد أن تكلفة نقل البيانات الوسيطة أو تكلفة نقل المسئولية عبر منطق العمل يمكن تجنبها.

## مثال
عملية تركيب النظم تتم بنجاح في هندسة الإنشاءات. ويتم الأخذ في الاعتبار مجموعات كبيرة من مجالات الهندسة المختلفة في وقت واحد في مرحلة التخطيط للمشروع. ولكن كافة هذه المجالات متقاربة مع بعضها البعض. فعلى سبيل المثال يكون التحليل الهيكلي وفيزياء الإنشاءات وعلوم المواد المتأصلة والدورات الإنشائية الفعلية واللوجيستيات جميعها عناصر مجموعات صغيرة. سيكون الفارق هو الاعتبار الملحوظ للمجالات الموزعة عبر مهن الهندسة الداخلة في فن المعمار وهندسة المناظر الطبيعية ومتخصص الصيانة ومزود المنافع والعالم بما يتيح التوازن في دورة الحياة للمشروع. مثل هذا التوجه متعدد التخصصات يعبر كافة حدود المهن المختلفة يمكن اعتباره هندسة متعددة التخصصات (MDE). هذا المستوى من التركيب لديه القدرة على حل المشكلات على مستوى معتدل بما يحقق أكثر بكثير من الربح المالي. عدد المجالات التي تغطيها عملية MDE كثير جدا أيضا.

## وصلات خارجية
CSIA (Control System Integrators Association)
قالب:Systems Engineering